# Parancistrocerus makilingi
Parancistrocerus makilingi är en stekelart som beskrevs av Giordani Soika 1995. Parancistrocerus makilingi ingår i släktet Parancistrocerus och familjen Eumenidae. Inga underarter finns listade i Catalogue of Life.